# مارتن اونيل
مارتن اونيل (بالإنجليزية: Martin O'Neill)‏ (17 يونيو 1975 بغلاسكو في المملكة المتحدة - ) هو لاعب كرة قدم بريطاني في مركز الدفاع. شارك مع منتخب اسكتلندا تحت 21 سنة لكرة القدم. أما مع النوادي، فقد لعب مع نادي كيلمارنوك ونادي دمبرتون ونادي كلايد ونادي إيست فيف ونادي سترنرير ‏ ونادي ستيرلينغ ألبيون وAuchinleck Talbot F.C. ‏ ونادي كلايدبانك ‏.